# Истье (Калужская область)
Истье— село в Жуковском районе Калужской области, административный центр сельского поселения «Деревня Истье».

## География
Расположено на севере Калужской области, на реке Истья. Рядом населённые пункты Собакино, Чериково.

## Климат
Умеренно-континентальный с выраженными сезонами года: умеренно жаркое и влажное лето, умеренно холодная зима с устойчивым снежным покровом. Средняя температура июля +18 °C, января −9 °C. Теплый период длится в среднем около 220 дней.

## Население
| 2002 | 2010 |
| ---- | ---- |
| 32   | ↘27  |

## История
В 1680 году Пётр Вахромеевич Меллер(?-1748), управлявший заводами вместо малолетнего Ивана Филимоновича Акемы, построил Истенский молотовый завод в Боровском уезде на реке Истья.
Ранее там была погост и церковная земля Косьмы и Демьяна, кладбище.
В 1724 году завод посещает Пётр I, собственоручно выковывает тут несколько листов железа, весом 18 пудов. В 1751 году завод перешёл графу Александру Ивановичу Шувалов, в 1768 году завод закрывается.
В 2012 году объединено с селом Истьинское отделение в населенный пункт село Истье.